# Карановац (Петрово)
Карановац (Миросавац) је насељено мјесто и мјесна заједница у општини Петрово, Република Српска, БиХ. Према прелиминарним подацима пописа становништва 2013. године, у насељу је живјело 1090 становника.

## Географија
Налази се на лијевој страни ријеке Спрече. Смјештен је на сјеверним падинама Острвице, односно планине Озрен. Од Петрова је удаљен 12, а од Добоја 18 километара.

## Назив
Насеље је у прошлости носило назив Миросавац које је добило по цркви Миросавки. Црква је у вријеме османлијске владавине разорена заједно са насељем. О настанку садашњег назива постоје два предања. Према првом, Миросавци су након страдања постали тужни, односно карни, те су по томе добили садашњи назив. Према другом предању, Миросавци су разарањем „завијени у црно“, те су прозвани Карановци према турцизму „кара“ (црно). Исто предање каже да су Турци камен порушене цркве одвукли у Грачаницу за градњу тамошње џамије.

## Историја
Карановац је на почетку Другог свјетског рата бројао 75 домаћинстава, из којих је 76 становника одведено у концентрационе логоре. Највећи број становника је страдао у усташком логору Јасеновац. Поред овога, 18 житеља је страдало у одбрани насеља које је у више наврата током Другог свјетског рата уништавано. Током распада Југославије, страдало је 19 становника Карановца. Карановац се од 1961. до 1992. године налазио у саставу општине Грачаница. У прошлости је у Карановцу постојало 7 воденица, а сада само једна (Симића млин) која је према подацима из 2011. стара око 200 година.

## Култура

### Парохија
Карановац припада парохији карановачко-сочковачкој Српске православне цркве. Садашњи храм Српске православне цркве је посвећен Светом пророку Илији. Изградња цркве Светог Илије је започета 2001, а завршена 2007. Током 1993/94. становници су изградили привремену капелу од дрвета, која је 2005. изгорила.
Старија црква „Миросавка“ се помиње у Источнику Српске православне цркве из 1894. године. Запис о цркви Миросавки је направио свештеник Митар Поповић из Бољанића када је 1894. обилазио цркве и црквишта озренског подручја. Ту је записано да су се остаци цркве Миросавке налазили на узвишењу окруженом гробљем, између Мале и Велике Прење. Записано је и да је цркву Миросавку порушио Ризван бег из Грачанице, који је од тог камена сазидао кулу у Грачаничком пољу, да би посље његове смрти камен био употребљен за изградњу џамије у Грачаници. У истом документу је записано да се на камену изнад улаза у џамију и подзиду налазио натпис на црквенословенском, те да је локално муслиманско становништво у више наврата кречило камен. Пошто би креч након наког времена отпао, камење са натписима на црквенословенском је избрушено. У Источнику из 1894. је забиљежено је да је приликом ископавања пронађен ћуп са кованим новцем и печат цркве миросавачке са ликом преподобног Лазара, који је касније продат у Броду.

### Споменици
У насељу се налази споменик страдалима из Другог свјетског рата, а у изградњи је споменик посвећен пострадалима током распада Југославије.

### КУД Озрен
Културно-умјетничко друштво Озрен (Карановац) је основано 1952. године.

## Образовање
Основна школа у Карановцу је подручно одјељење Основне школе „Свети Сава“ у Какмужу. До школске године 1998/99, подручно одјељење је припадало Основној школи „Петар Петровић Његош“ у Бољанићу. Обнова школе је завршена 22. октобра 1999, а настава се током обнове одржавала у Дому културе.

## Привреда
Становништво се највише бави узгојем пилића на приватним фармама. У Карановцу постоји неколико пилана за прераду трипца као и производња столица.
Такоѓе постоји и фирма за производњу готових производа од лима а намјењених извозу.

## Саобраћај
Кроз Карановац пролази жељезничка пруга на линији Жељезница Републике Српске.

## Становништво
У насељу према прелиминарним подацима пописа становништва 2013. године живи око 1.100 становника у 367 домаћинстава.
| Националност       | 1991. | 1981. | 1971. | 1961. |
| Срби               | 1.111 | 946   | 904   | 671   |
| Југословени        | 27    | 57    |       |       |
| Хрвати             | 10    | 7     | 8     | 11    |
| Муслимани          | 6     | 10    | 8     | 9     |
| Црногорци          |       | 2     |       |       |
| Македонци          |       |       | 1     |       |
| остали и непознато | 22    | 8     | 12    | 3     |
| Укупно             | 1.176 | 1.030 | 933   | 694   |

| Демографија | Демографија | Демографија |
| Година      | Становника  | Становника  |
| ----------- | ----------- | ----------- |
| 1961.       | 694         |             |
| 1971.       | 933         |             |
| 1981.       | 1.030       |             |
| 1991.       | 1.176       |             |
| 2013.       | 1.090       |             |

### Презимена
Најстарија презимана су Марушић, Трифковић, Лазаревић и Ђурић. Најчешће славе у Карановцу су Никољдан и Ђурђевдан. У мањем обиму се слави Свети Игњатије, Јован Крститељ и Архиђакон Стефан.
- Марушић
- Трифковић[1]
- Лазаревић[1]
- Ђурић[1]
- Симић[1]